# جان فریمن (بازیکن فوتبال)
جان فریمن (انگلیسی: John Freeman؛ زادهٔ ۴ نوامبر ۲۰۰۱) بازیکن فوتبال است.